# Скала (читальня)

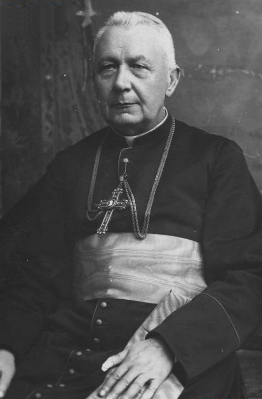
Єпископ Григорій Хомишин — ініціатор створення мережі читалень «Скала»

«Скала» — назва українських католицьких читалень у Станиславівській єпархії, що їх почали засновувати з 1931 року за дорученняя єпископа Г. Хомишина, як частину Католицької Акції.
Діяльність «Скали» була подібна до діяльності читалень товариства «Просвіти». Вони були звичайно керовані місцевими священиками. 
В управлінні осередками товариства священникам активно допомагали дяки їх храмів. До прикладу, в Снятині в 1936—1939 рр. одним з керівників «Скали» був дяк Іван Гоїв .
Читальня «Скала» 1936: 187 з 5500 чл. (ч. читалень «Просвіти» у 1939 — 3 075, членства — 360 000). «Скалу» ліквідувала радянська влада. 